# ديفيد باري (لاعب كرة قدم)
ديفيد باري (بالإنجليزية: David Parry)‏ هو لاعب كرة قدم بريطاني في مركز نصف الجناح، ولد في 11 فبراير 1948 في ساوثبورت ‏ في المملكة المتحدة. لعب مع نادي بلاكبول ونادي ترانمير روفرز ونادي هاليفاكس تاون وويغان أتلتيك.